# Renault Frégate
Pour les articles homonymes, voir Frégate.
La Renault Frégate est une berline familiale, commercialisée par le constructeur automobile français Renault, de novembre 1951 à avril 1960. 
À l'issue de la Seconde Guerre mondiale, Renault lance la 4CV, mais souhaite aussi produire un modèle haut de gamme pour concurrencer la Citroën Traction Avant. Le projet, mené par Fernand Picard, déjà concepteur sur la 4CV, subit plusieurs problèmes dus à l'architecture des premiers prototypes. Le programme repart donc de zéro en 1949. Quelques mois plus tard, sous la pression d'une potentielle loi du gouvernement français empêchant le développement de nouveaux modèles d'automobiles dans un contexte de guerre froide, Renault accélère le développement jusqu'à sa commercialisation le 22 novembre 1951.

## Historique

### Contexte
Chez Renault, les premières études d'une berline de 11 CV, destinée à rivaliser avec les Citroën Traction Avant modèle 11 et 15, débutent en 1941, en secret, en même temps que celles de la 4CV. Lors de la libération, la situation évolue : avec la mort de Louis Renault, l'entreprise est nationalisée. La nouvelle « Régie Nationale des Usines Renault » relance sa production de véhicule avec la Juvaquatre, le modèle le plus moderne de la marque, datant de 1937. Rapidement, Renault commercialise la 4CV, le modèle destiné à « motoriser » la France. Mais pour disposer d'une véritable gamme, Renault doit commercialiser une voiture de luxe.
Après la capitulation du Troisième Reich, l'ingénieur français Paul-Marie Pons, nommé directeur adjoint de la Direction des Industries Mécaniques et Électriques (DIME) du ministère de la Production Industrielle dirigé alors par Robert Lacoste, lance le « plan Pons », intégré au Plan de modernisation et d'équipement de Jean Monnet. Ce plan à pour but de rationaliser l'industrie automobile française, afin que chaque marque se focalise sur une catégorie de véhicule. Renault et Citroën, tous deux assez puissant pour produire seuls, ont l'autorisation de produire des modèles haut de gamme.
À la fin de l'année 1947, Pierre Lefaucheux, le président-directeur général de la Régie depuis mars 1945, décide ainsi de profiter du « plan Pons » et de relancer un projet ambitieux pour concurrencer la Citroën Traction Avant, qui domine toujours le marché automobile depuis plusieurs années. Ce programme, baptisé « projet 108 », vise à créer une berline six places avec deux banquettes de trois sièges, équipée d'un moteur de 2,0 L installé à l'arrière.

### Conception et développement
Dès 1947 et après le lancement de la 4CV, une équipe dirigée par Fernand Picard, responsable des études chez Renault, développe plusieurs prototypes. Conformément aux exigences de Pierre Lefaucheux, tous partagent le même moteur installé à l'arrière.

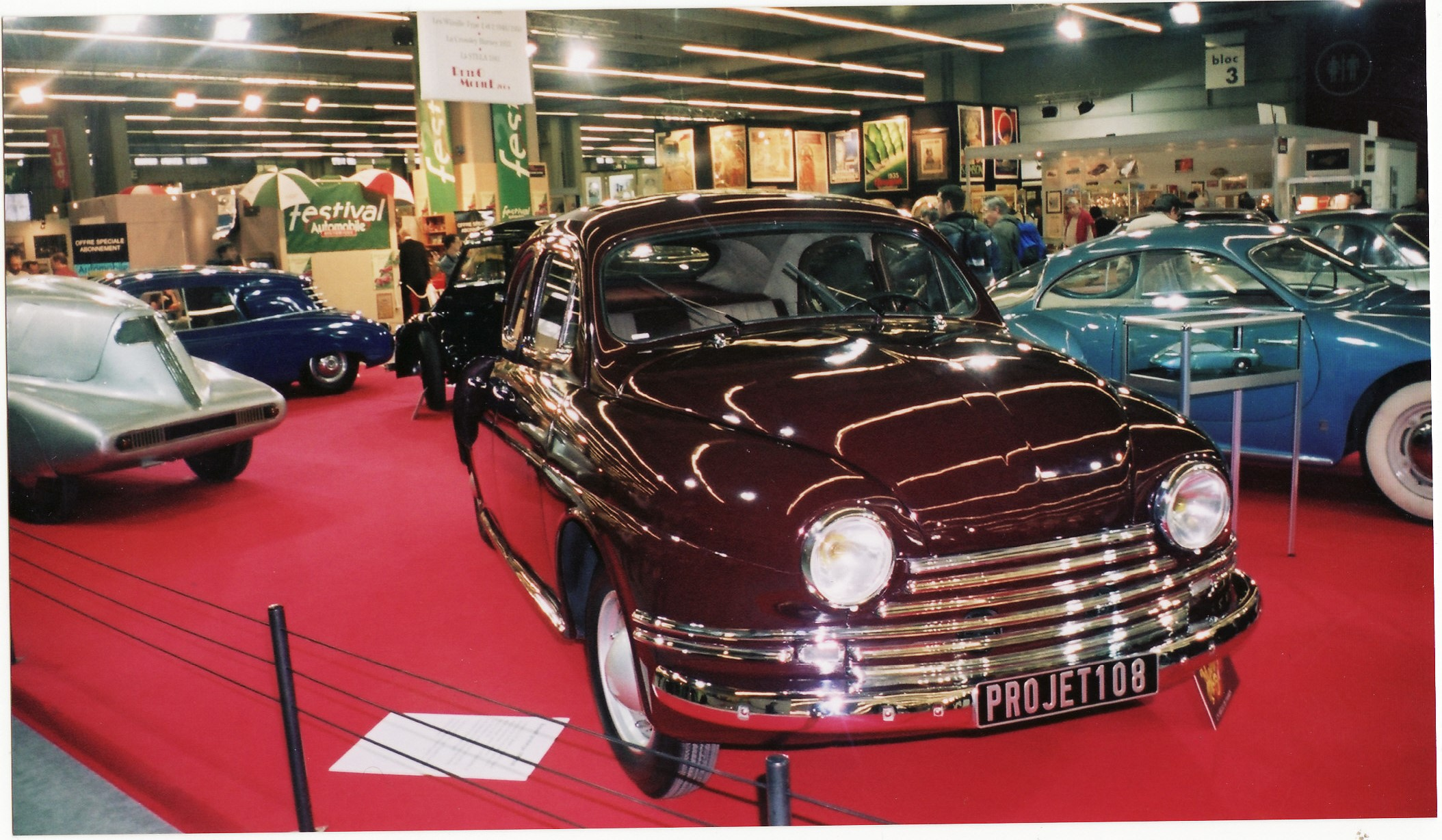
Le premier prototype du « projet 108 », au Rétromobile 2005.

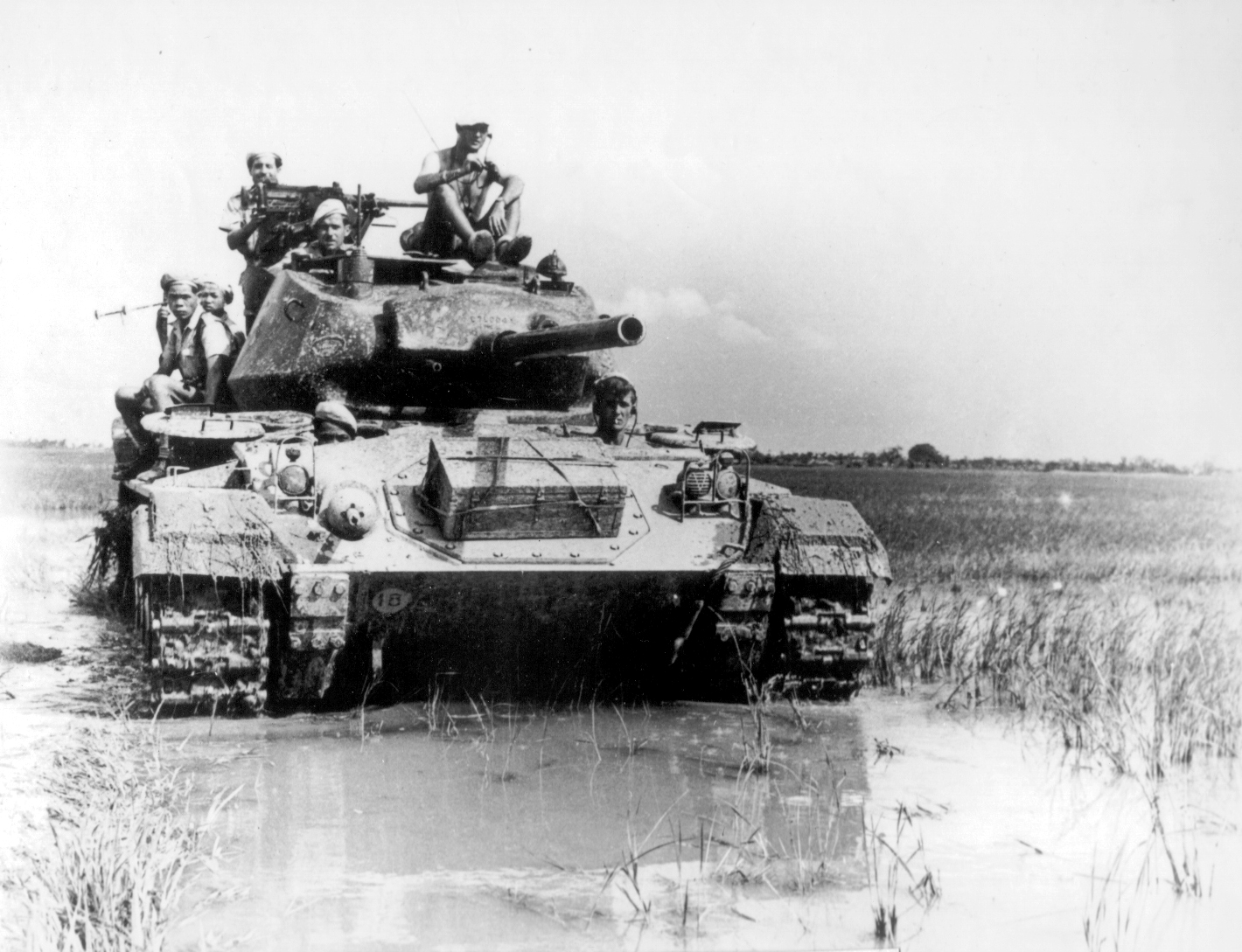
Un M24 Chaffee lors de la bataille de Diên Biên Phu, char d'assaut fournit par l'armée américaine à la France lors de la guerre d'Indochine.

Le premier prototype, au design inspiré de la Peugeot 203, est rapidement abandonné, jugé trop peu moderne. Le second, plus proche de la 4CV, manque également d'innovation. Sa face avant évoque trop la Ford Vedette, et l'arrière rappelle fortement les modèles du constructeur automobile tchèque Tatra. Lors de différents tests réalisés fin 1949, la tenue de route du véhicule est jugée satisfaisante. En revanche, le moteur, bien que raisonnable en termes de consommation, manque de puissance avec seulement 55 ch, et son refroidissement pose un problème. De plus, son placement à l'arrière réduit l'habitabilité, faisant de cette voiture une quatre places, là où ses concurrentes peuvent accueillir jusqu'à six passagers. Face à ces problèmes esthétiques et technique, le projet est totalement abandonné. Il devient nécessaire de repartir sur une conception plus classique, en remettant le moteur à l'avant. Le moteur « type 668 » est quant à lui conservé, avec des améliorations visant à porter sa puissance à 60 ch. Les études sur les suspensions, relativement sophistiquées avec quatre roues indépendantes, sont également maintenues, car elles s'adaptent bien au nouveau positionnement du moteur.

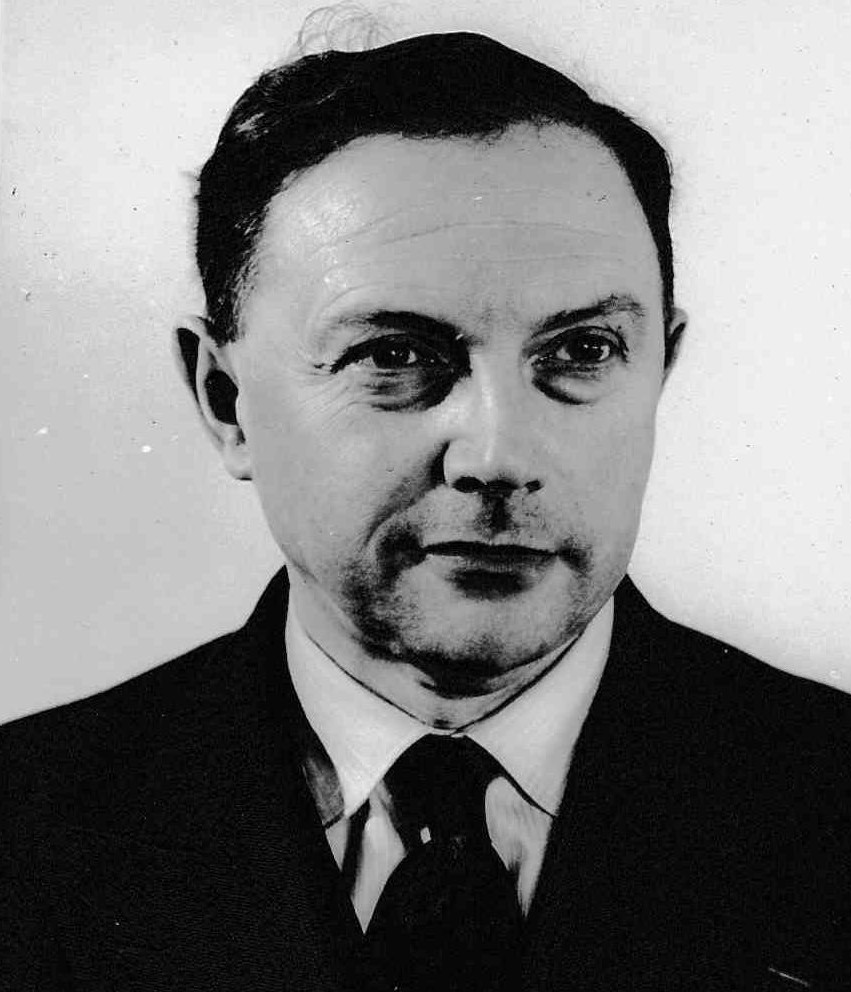
Fernand Picard, concepteur de la Renault 4CV, à qui Pierre Lefaucheux confie la mission de reprendre l'étude d'une berline de 11 CV.

Les ingénieurs repartent alors presque de zéro, alors que la commercialisation est prévue dans moins de trois ans. Le design de la voiture est signé Robert Barthaud, inspiré par certaines voitures américaines contemporaines, notamment la Chevrolet Styleline. Pour Renault, le calendrier du nouveau « projet 110 », successeur du « 108 », devient encore plus serré, bien que la commercialisation soit d'abord prévue pour 1952, elle est finalement avancée à 1951. En effet, le contexte international est marqué par une grande instabilité, notamment en raison des conflits en Asie. La guerre de Corée, déclenchée en juin 1950 avec l'invasion de la Corée du Sud par la Corée du Nord, plonge la région dans une guerre qui attire rapidement l'implication des grandes puissances mondiales, dont les États-Unis et la Chine. En parallèle, la guerre d'Indochine, qui oppose l'Union française au Việt Minh depuis 1946, exige toujours plus de ressources humaines et matérielles. Dans ce climat de tensions géopolitiques, les gouvernements européens craignent une extension des conflits ou l'émergence de nouvelles crises. Le ministère de la Défense annonce ainsi en octobre 1950 qu'il pourrait interdire le développement de nouveaux modèles de voitures civiles à partir du 1er janvier 1951, pour permettre de canaliser les capacités de production vers des secteurs plus stratégiques comme l'armement, la logistique militaire et les véhicules de combat. Le développement des prototypes de la future Frégate sont alors réalisés le plus rapidement possible.

### Présentation, lancement et améliorations

#### Présentation
Quelques semaines après la finalisation des derniers prototypes, la Renault Frégate est présentée au Palais de Chaillot le 24 novembre 1950. La voiture est bien accueillie par la critique, son design, bien qu'assez conventionnel, fait l'unanimité. L'habitabilité suscite également d'élogieux commentaires. Avec ses deux banquettes, la Frégate peut accueillir six passagers, et son plancher plat, rare pour une propulsion à l'époque, est particulièrement apprécié. En raison de la précipitation de Renault de dévoiler le modèle au plus vite, la voiture exposée, de couleur grise, n'est pas fonctionnelle, et les journalistes ne peuvent pas l'examiner de près. En effet, malgré cette première présentation publique officielle, la Frégate n'est pas encore totalement au point. Sa mise au point technique se poursuit avec l'aide d'une sélection de clients, assistés par des agents de la marque, lors de tests en conditions réelles. Dix semaines après sa première présentation, Renault publie un dossier de presse accompagné de neuf photos, à destination de la presse spécialisée.
La version définitive de la Renault Frégate fait ses débuts publics au Salon de l'Automobile, du Cycle et du Motocycle de 1951. Toutefois, l'industrialisation du modèle prend du retard. Initialement prévue à l'usine de Flins, qui n'est pas encore opérationnelle, la production est finalement déplacée à l'usine de Billancourt, où une ligne de montage est installée en urgence.

#### Lancement
La première Renault Frégate de série est livrée le 22 novembre 1951 à la concession Renault des Champs-Élysées. Avec son nom évoquant le domaine maritime, une « frégate » désignant un type de navire, ce premier modèle est remis au baron Surcouf, descendant du corsaire Robert Surcouf. La remise des clés par le directeur commercial de Renault, M. Grandjean, est l'objet d'une cérémonie, avec les maîtres d'hôtel habillés en corsaires. La voiture, conduite par le baron, rejoint ensuite Saint-Malo par la route, accompagnée de cinq autres Frégates pour une seconde cérémonie.

#### Phase 1, denovembre 1951à 1956
Dès le lancement, la Frégate est vivement critiquée pour le manque de puissance de son moteur et l'imprécision de sa boîte de vitesse, en plus de problèmes d'étanchéité, de surconsommation d'huile moteur, de sa direction imprévisible, et de vibrations gênantes. Cependant, la critique la plus souvent formulée concerne avant tout les nombreux problèmes de fiabilité qui affectent le véhicule. La presse s'en empare régulièrement, contribuant à ternir l'image du modèle auprès du public. Ces défaillances, directement liées à une mise au point précipitée, s'avèrent particulièrement pénalisantes pour l'ensemble du réseau, contraint de multiplier les interventions pour y remédier.

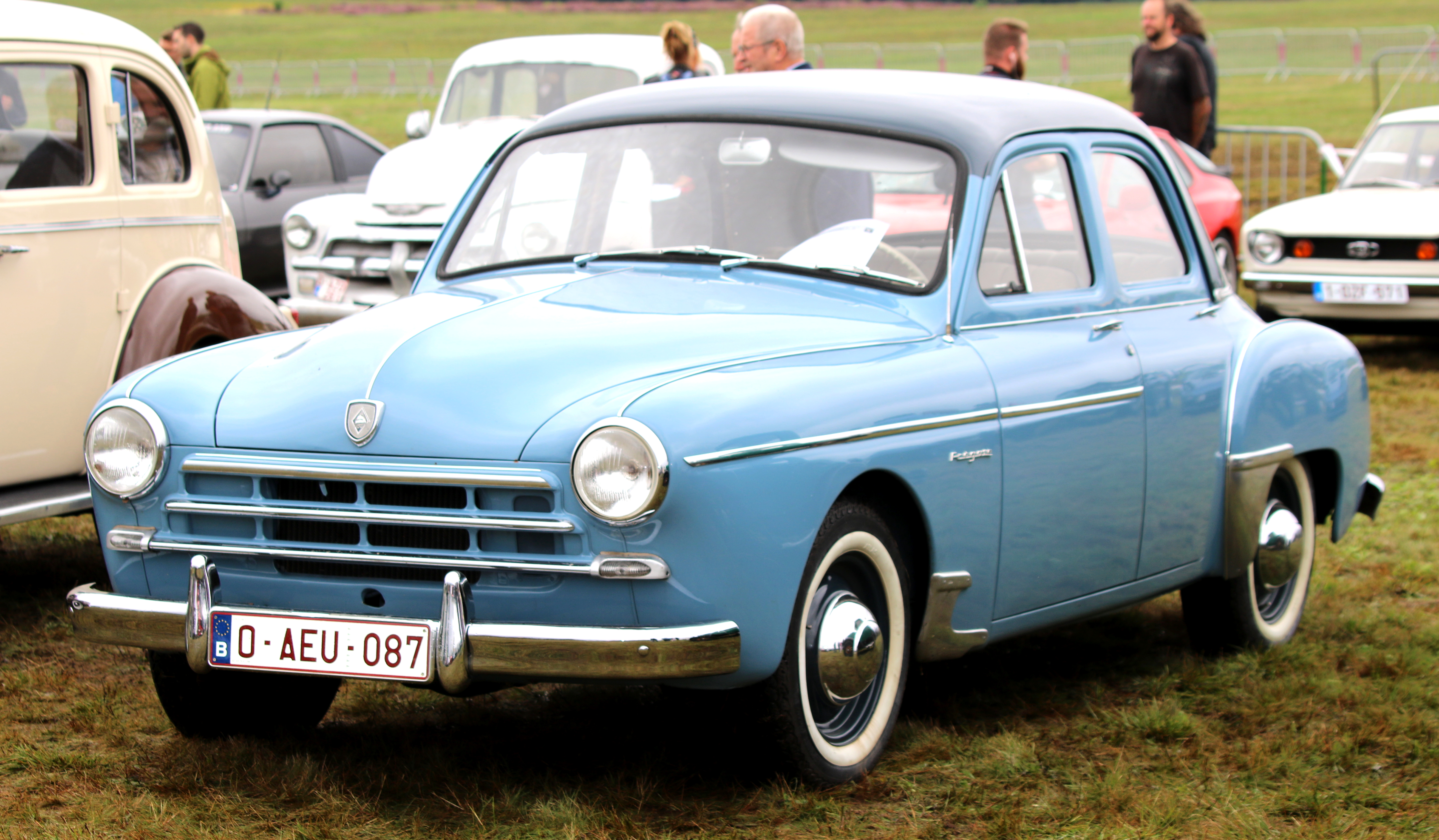
Une Renault Frégate de 1954, vue de l'avant.

En 1953, Renault prend la décision de rappeler l'intégralité des presque 40 000 exemplaires vendus. Cette campagne, appelée « opération 53 », doit apporter des modifications cruciales, notamment l'installation de nouvelles pièces enfin jugées fiables après plusieurs ajustements. Au-delà de l'impact financier significatif pour l'entreprise, qui affecte lourdement la rentabilité du modèle, l'opération contribue une nouvelle fois à entacher la réputation du modèle. L'image de la Frégate en pâtit encore considérablement, rendant les acheteurs potentiels plus réticents.
Face à une baisse des ventes, Renault réagit en lançant en 1953 une finition plus abordable, baptisé « Affaire », vendue moins chère que modèle original, désormais renommé « Amiral ». Cette initiative permet de relancer les ventes, qui bénéficient d'un coup de pouce supplémentaire avec l'annonce de la future Citroën DS, remplaçante de la Traction, par le magazine L'Auto-Journal. Cette annonce provoque une baisse des ventes de la Traction, ce qui profite temporairement à Renault. Cependant, cet élan est de courte durée, Simca dévoilant ses modèles de la gamme Vedette : la Versailles, la Trianon et la Régence, qui entrent en concurrence directe avec la Frégate. Renault, pris de cours, est de nouveau contraint à réduire le prix de la Frégate pour rester compétitif.

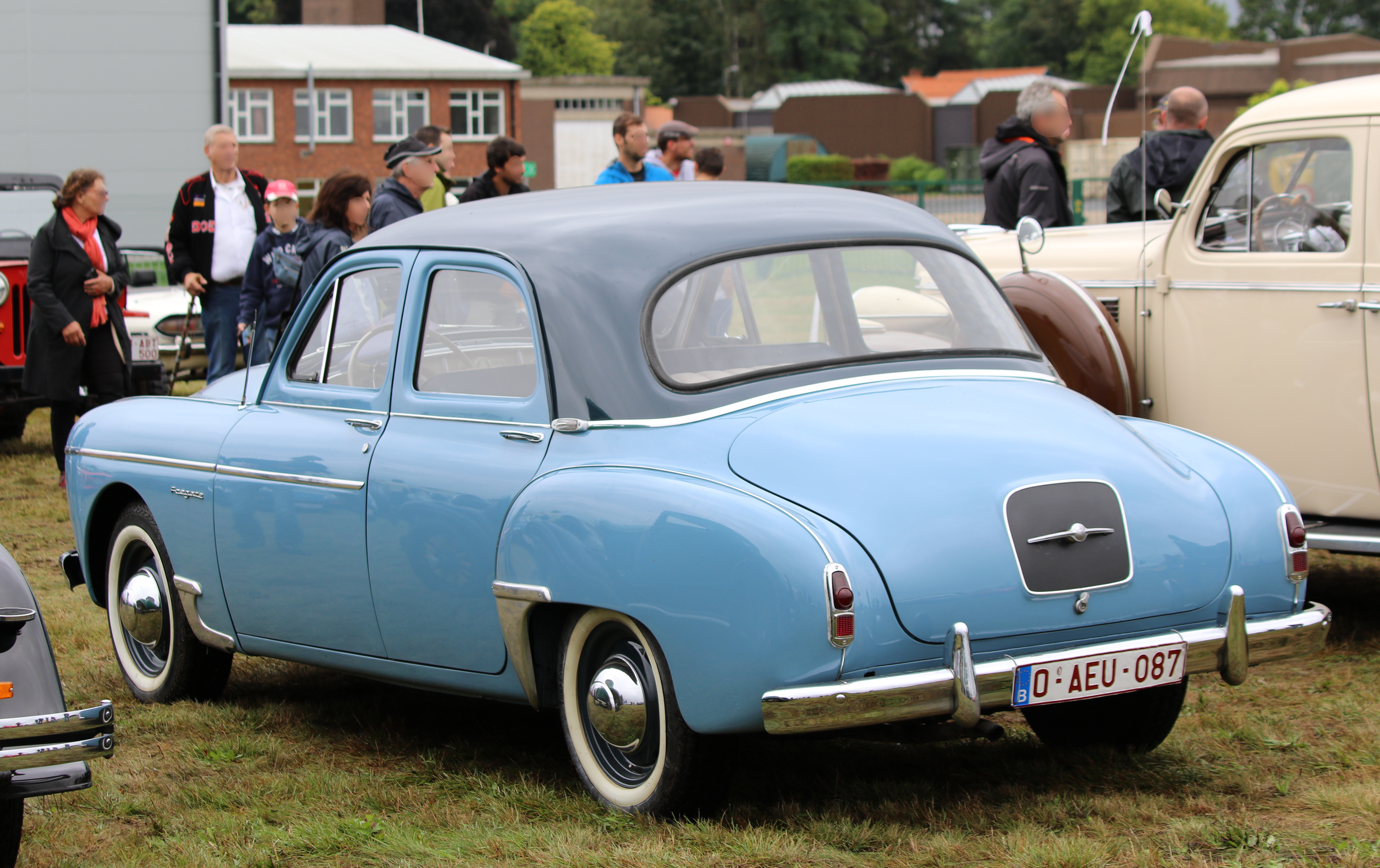
Une Renault Frégate de 1954, vue de l'arrière.

Pour redorer l'image de la Frégate, Renault multiplie les opérations de promotion pour la rendre plus visible au grand public. Entre la mi-décembre 1953 et la mi-janvier 1954, la marque organise les « Croisières Vérités ». Durant cet événement, dix Frégates parcourent la France sur plus de 100 000 km, affrontant les conditions hivernales. À leur volant, pas moins de 840 conducteurs amateurs, sélectionnés au hasard parmi plus de 40 000 candidats, se relaient chaque jour pour mettre la voiture à l’épreuve. En plus de la participation au concours, les candidats doivent noter les qualités de la voiture, permettant à Renault un grand retour d'experience.
La marque continue d'enrichir la gamme en 1955 avec le lancement d'une version break, la Renault Domaine, ainsi qu'une version plus luxueuse, la « Grand Pavois ». Cependant, cette même année marque aussi la présentation de la DS, dont le design moderne séduit davantage la clientèle en quête de voitures haut de gamme, au détriment de la Frégate.
La Frégate évolue assez peu entre l'année de son lancement et 1955, seule la version dépouillée « Affaires » fut proposée (elle deviendra par la suite « 2 litres », puis « Caravelle »), en parallèle de la version « Amiral » plus richement équipée, les ingénieurs de Renault cherchant surtout à corriger les défauts de jeunesse dont souffrait la voiture en raison de son lancement anticipé. Un boîtier de direction Gemmer remplaça ainsi avantageusement la direction à crémaillère des premiers modèles.

#### Phase 2, de 1956 à 1960

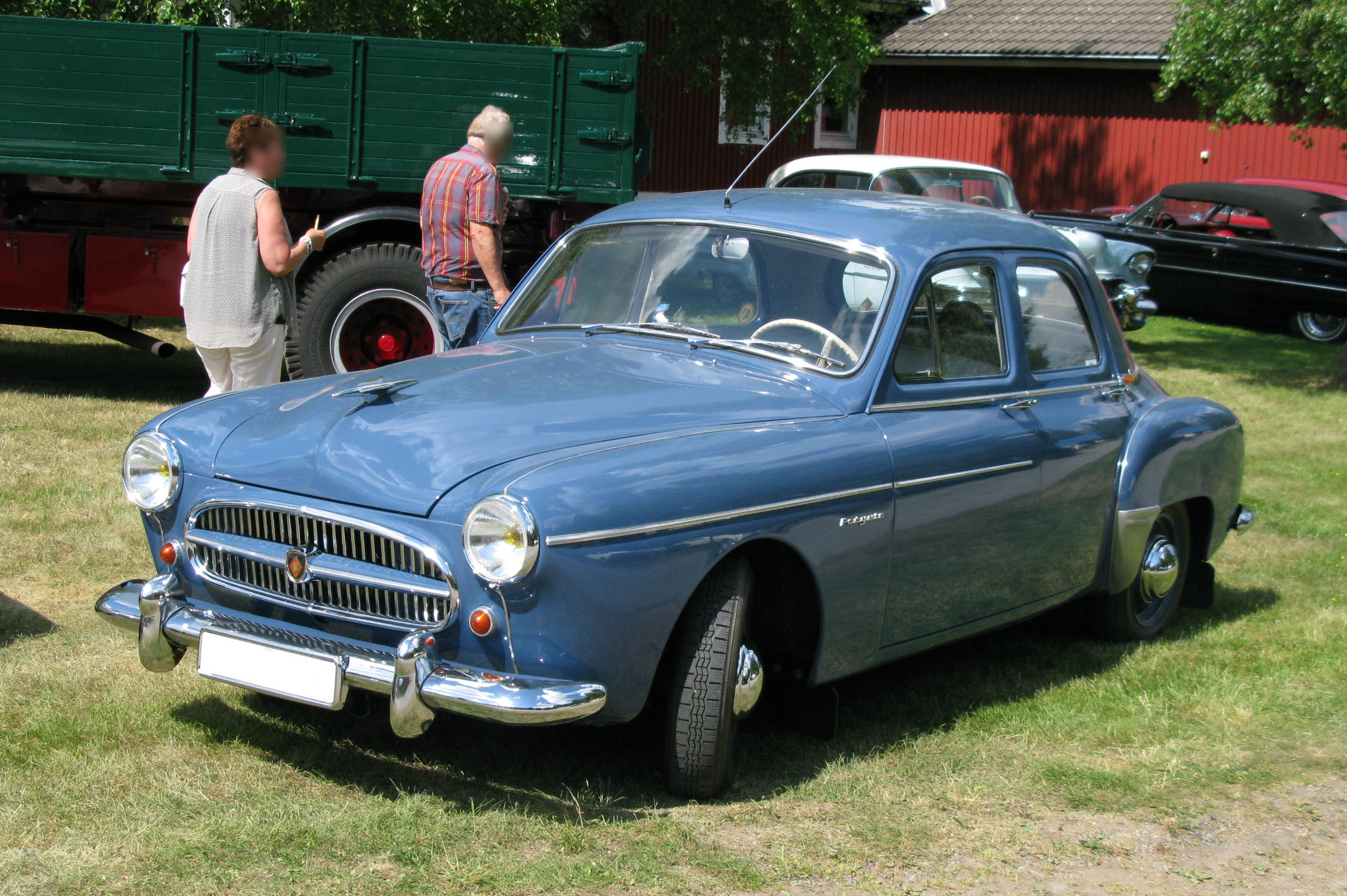
Une Renault Frégate de 1958, avec la nouvelle calandre.

Pour les modèles 1956, la Frégate reçut le nouveau moteur carré « Étendard » (type 671-01 : 88 × 88 mm) de 2 141 cm3, délivrant 77 ch, tandis que Renault lançait une version luxe dénommée « Grand Pavois » ainsi qu'un break du nom de « Domaine » qui remplaçait la Renault Colorale Prairie. L'année 1956 est l'année du principal restylage de la Frégate, avec une nouvelle calandre ovale en remplacement de celle à trois barres des modèles des années précédentes.
Un nouveau pont arrière hypoïde et une nouvelle boîte de vitesses entièrement synchronisée (type 295) firent leur apparition en 1957, avant la présentation de la version Transfluide à boîte de vitesses semi-automatique pour 1958. L'ensemble Transfluide était composé d'un convertisseur de couple et d'une boîte de vitesses (appelée gammes chez Renault), type 293, disposant des rapports ville-voute, montagne et exceptionnel. Le moteur étendard (type 671-03) de la Frégate Transfluide fut poussé à 80 ch grâce à une culasse améliorée : taux de compression augmenté, arbre à cames plus performant, soupapes d'admission de plus grand diamètre.
Une version luxueuse break de la Frégate, la Manoir, équipée de cette transmission, est apparue en 1959, mais sa carrière commerciale ne dépassa pas les dix-huit mois.
Malgré des défauts de jeunesse évidents, sous-motorisée, mais dotée d'un excellent freinage et d'un très grand confort, la Frégate, dotée à partir de 1956 d'un moteur plus robuste, aurait mérité plus d'attention. Malgré toutes ces améliorations et une fiabilité enfin présente, les ventes du haut de gamme de Renault n'étaient pas à la hauteur des attentes, surtout depuis la sortie de la DS 19 de Citroën.
Elle a été utilisée par de nombreux services ministériels et officiels, (et pas seulement la police et la préfectorale) comme voiture de grande liaison pour les officiers généraux ; elle a connu des versions bicolores et de jolis coupés et cabriolets fabriqués à la demande par des carrossiers privés, souvent équipées de roues à rayons Robergel. Elle est très présente dans les films noirs des années 1950. 
Une version spéciale carrossée par Ghia, en limousine avec rehausse du pavillon, a été utilisée par la présidence de la République en 1958.

### Arrêt et succession
La production de la Frégate cesse en avril 1960, après 180 463 exemplaires produits. La Renault Rambler lui succède.

## Les différentes versions

### Finitions

#### Affaires
Apparue en 1953, la finition « Affaires » représente l'entrée de gamme. Cette version est ainsi moins équipée, et ne possède pas d'allume-cigare, d'autoradio, de chromes, et de pneus à flancs blancs.

#### Amiral
En 1953, avec l'apparition de la finition « Affaires », le modèle original de la Frégate reçoit l'appellation « Amiral  ».

## Caractéristiques

### Chaîne cinématique

#### Motorisations
La Renault Frégate est lancée avec un moteur de 58 ch, le « type 668-0 », d'une cylindrée de 1 996 cm3 (2,0 L). Son taux de compression est de 6,6:1, avec un alésage × course de 85 × 88 mm. Le moteur, en fonte, est suspendu en trois points : deux tampons en caoutchouc à l'avant, et un à l'arrière fixé à la boîte de vitesses, sur un berceau élastique. La puissance de la Frégate dépasse à peine celle de la Citroën Traction 11 CV, avec 56 ch, pourtant conçue près de quinze ans plus tôt. Ce chiffre est également inférieur à celui de la Ford Vedette, de 60 ch, ou de la Hotchkiss Grégoire, de 65 ch. Le bloc, bien que robuste, est bruyant et se trouve assez inadapté à une berline familiale. De plus, sa vitesse maximale de 130 km/h semble assez faible face à ses principales concurrentes. Bien qu'elle dépasse la Traction Avant de Citroën, avec ses 120 km/h, elle reste en deçà de la Vedette et la Grégoire, qui dépassent les 130 km/h.
| Modèle et boîte                      | Disponibilité    | Moteur                     | Cylindrée         | Puissance                    | Couple                 | 0 à 100 km/h | Vitesse maximale | Consommation  |
| ------------------------------------ | ---------------- | -------------------------- | ----------------- | ---------------------------- | ---------------------- | ------------ | ---------------- | ------------- |
| Renault Frégate (boîte méca. 4)      | nov. 1951 - 1954 | 4 cylindres en ligne 668-0 | 1 996 cm3 (2,0 L) | 43 kW (58 ch) à 4 000 tr/min | 131 N m à 2 300 tr/min | 28,8 s       | 130 km/h         | 10,0 L/100 km |
| Renault Frégate (boîte méca. 4)      | 1951 - 1955      | 4 cylindres en ligne 668-4 | 1 996 cm3 (2,0 L) | 48 kW (65 ch) à 4 000 tr/min | 131 N m à 2 600 tr/min | NC s         | 135 km/h         | NC L/100 km   |
| Renault Frégate (boîte méca. 4)      | 1956 - 1960      | 4 cylindres en ligne 671-1 | 2 141 cm3 (2,2 L) | 57 kW (77 ch) à 4 000 tr/min | 164 N m à 2 200 tr/min | NC s         | 135 km/h         | 10,0 L/100 km |
| Renault Frégate (boîte semi-auto. 3) | 1958             | 4 cylindres en ligne 671-3 | 2 141 cm3 (2,2 L) | 59 kW (80 ch) à 4 000 tr/min | 169 N m à 2 200 tr/min | NC s         | 132 km/h         | NC L/100 km   |

#### Boîte de vitesses
Sur le moteur « type 668-0 » de 58 ch est monté la boîte de vitesses « type 277-0 », avec 4 rapports. Les 2e, 3e, et 4e vitesse sont synchronisées par un baladeur monté sur clabot possédant des billes et des ressorts de verrouillage. La 4e vitesse est surmultipliée. Le passage des vitesses s'effectue via un levier situé sous le volant.

## Production
Certains éléments de carrosserie sont réalisés par la Société des usines Chausson, à Gennevilliers.

### Chiffres de vente
| Année | Exemplaires |
| ----- | ----------- |
| 1952  | 10 342      |
| 1953  | 27 878      |

## Divers
C'est au volant d'une Frégate que le président de la Régie Renault, Pierre Lefaucheux, s'est accidentellement tué en dérapant sur une plaque de verglas le 11 février 1955.